# Meyrannes
 Meyrannes  es una población y comuna francesa, situada en la región de Languedoc-Rosellón, departamento de Gard, en el distrito de Alès y cantón de Saint-Ambroix.

## Demografía
| 1292 | 1167 | 809 | 756 | 860 | 843 |
| Para los censos de 1962 a 1999 la población legal corresponde a la población sin duplicidades (Fuente: INSEE [Consultar]) |      |     |     |     |     |